# 14153 Dianecaplain
14153 Dianecaplain è un asteroide della fascia principale. Scoperto nel 1998, presenta un'orbita caratterizzata da un semiasse maggiore pari a 2,3645848 UA e da un'eccentricità di 0,0590346, inclinata di 3,75874° rispetto all'eclittica.